# Dziennik urzędowy
Treść tego artykułu od 2023-10 należy opracować w taki sposób, aby nie uwypuklała nadmiernie polskiej specyfiki / aby nie zawężała się tylko do polskich warunków
 Po wyeliminowaniu niedoskonałości należy usunąć szablon {{Dopracować}} z tego artykułu.
Dziennik urzędowy – specjalny rodzaj publikacji wydawanej przez odpowiedni organ władzy państwowej lub samorządowej, służący do urzędowego ogłaszania aktów normatywnych i innych aktów prawnych, które w myśl ustawy, muszą być ogłaszane w taki sposób. Jest to oficjalne źródło poznania prawa.

## Historia
Ogłaszanie prawa było znane już od czasów starożytnych i przybierało bardzo różne formy. Stela zawierająca „kodeks Hammurabiego” z ok. 1700 r. p.n.e. stanowi do dziś trwały przekaz praw obowiązujących w Mezopotamii, choć zapewne stworzono ją przede wszystkim dla propagandy osobistych dokonań władcy, aniżeli dla upowszechnienia prawa obowiązującego w jego królestwie. Wiele świadectw prawa klasycznego z czasów Grecji (jak prawa Drakona) i Rzymu przetrwało do naszych czasów dzięki zapisom w formie reliefów na ścianach budynków publicznych, tak jak to ma miejsce w Gortynie na Krecie (p. też Acta Diurna). W następnych wiekach wykształciła się funkcja herolda, urzędnika, ogłaszającego akty monarsze. Wraz z upowszechnieniem się druku około połowy XV w. podejmowano różne próby upowszechnienia prawa poprzez druk obowiązujących przepisów. 

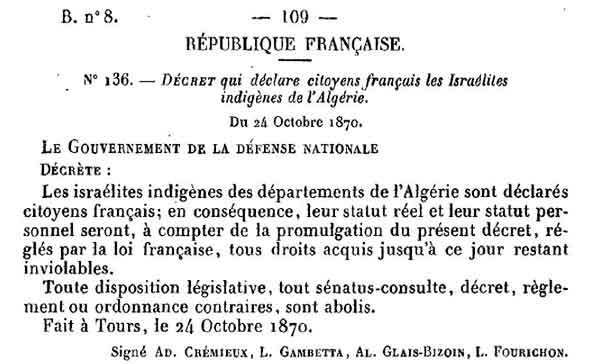
„Bulletin des lois de la République Française”, 1870

Dopiero rewolucja francuska (1789–1799) przyniosła zmianę jakościową, polegającą na powiązaniu publikacji aktów prawnych z nadaniem im mocy obowiązującej; sformułowano zasady, pojawiły się procedury ogłaszania aktów normatywnych, rozpoczęto publikację specjalnych wydawnictw; pierwszym z nich był francuski „Bulletin des lois de la République Française”, wydawany od 4 grudnia 1793.
Podobne próby podejmowano w Polsce. Od XVI w. wykształciła się zasada publikowania wszystkich praw uchwalonych przez dany sejm walny w jednym zbiorze zwanym konstytucją. Ustawa z 1505 stanowiła, iż konstytucje mają być ogłaszane przez obwołanie publiczne (proclamationes publicas), a prócz tego przez złożenie oryginalnego egzemplarza drukowanego zbioru Statutów w skarbcu królewskim w Krakowie, a innych egzemplarzy we wszystkich kapitułach katedralnych i urzędach wszystkich starostw. Ustawa De constitutionibus novis per proclamationes publicandis (O nowych ustawach wprowadzanych w życie poprzez urzędowe ogłoszenie) również z 1505 stanowiła: Aby przez nieznajomość nowej ustawy nikt nie uważał się za oszukanego, gdyby cokolwiek działo się przeciw ustawie, która nie została podana do wiadomości ogółu, zdecydowaliśmy, pragnąc we wszystkich postanowieniach naszych postępować w sposób nie budzący wątpliwości, żeby nikt nie był zobowiązany do przestrzegania nowej ustawy, jeśli uprzednio nie zostanie ona urzędowo ogłoszona.
W połowie XVIII wieku podjęto edycję Volumina Legum, ksiąg zawierających w dziesięciu tomach obowiązujące prawo od statutów Kazimierza Wielkiego do czasów współczesnych. Publikacje te nie miały jeszcze charakteru urzędowego, mimo że nierzadko wspierane były przez władców. Pierwszy dziennik urzędowy w Polsce, zwany Gazetą Rządową ukazywał się w okresie insurekcji kościuszkowskiej od 1 lipca do 30 września 1794. Nie był jednak dziennikiem promulgacyjnym, czyli nadającym moc obowiązującą stanowionemu prawu. Warto odnotować, że już wówczas dostrzegano konieczność rzetelnego informowania społeczeństwa o działaniach i rozstrzygnięciach władz publicznych. W prospekcie wspomnianej Gazety Rządowej, zapowiadającym rozpoczęcie jej wydawania napisano: „w każdym czasie wiele na tym zależy, aby publiczność przez fałszywe wiadomości zwodzoną nie była … nie mniej i na tym bardzo wiele zależy, aby wszelkie czynności i ustanowienia rządowe, jak najrzetelniej i najrychlej powszechnej wiadomości dochodziły”. Stwierdzenie to jednoznacznie wskazuje na wagę, jaką w Polsce przykładano do informowania opinii publicznej o działaniach władz oraz stanowionym prawie.
Późniejszy Dziennik Praw (1807–1813) Księstwa Warszawskiego i Dziennik Praw Królestwa Polskiego (1815–1871) miały już charakter promulgacyjny.

## Dzienniki urzędowe w Polsce
W Polsce dziennikami urzędowymi są:
- zgodnie z przepisami o ogłaszaniu aktów normatywnych[10]:
  - Dziennik Ustaw Rzeczypospolitej Polskiej
  - Dziennik Urzędowy Rzeczypospolitej Polskiej „Monitor Polski”
  - dzienniki urzędowe ministrów kierujących działami administracji rządowej, tzw. resortowe dzienniki urzędowe
  - Dziennik Urzędowy Komisji Nadzoru Finansowego
  - Dziennik Urzędowy Urzędu Pantentowego Rzeczypospolitej Polskiej
  - dzienniki urzędowe innych urzędów centralnych
  - dzienniki urzędowe województw
- Zgodnie z dedykowaną ustawą:
  - Monitor Sądowy i Gospodarczy — wydawany przez Ministra Sprawiedliwości, dotyczący przedsiębiorców i innych podmiotów wykonujących działalność gospodarczą.
- Zgodnie z umowami międzynarodowymi:
  - Dziennik Urzędowy Unii Europejskiej

## Organy wydające
Organami wydającymi dzienniki urzędowe są:
- Prezes Rady Ministrów – dla Dziennika Ustaw, Monitora Polskiego i Monitora Polski B[11]
- minister lub kierownik urzędu centralnego – dla ich własnych dzienników urzędowych
- wojewoda – dla wojewódzkiego dziennika urzędowego
- Urząd Oficjalnych Publikacji Wspólnot Europejskich – dla Dziennika Urzędowego Unii Europejskiej
- minister sprawiedliwości – dla Monitora Sądowego i Gospodarczego
- Przewodniczący Komisji Nadzoru Finansowego –  dla Dziennika Urzędowego Komisji Nadzoru Finansowego.

## Udostępnianie polskich dzienników urzędowych
Organy wydające dzienniki urzędowe prowadzą w postaci elektronicznej zbiory tych dzienników. Do zbiorów Dziennika Ustaw i Monitora Polskiego wydaje się skorowidz w postaci elektronicznej. Dziennik Ustaw i Monitor Polski lub zawarte w nich akty normatywne i inne akty prawne, w tym orzeczenia, udostępnia się:
- nieodpłatnie do wglądu i do pobrania w formie dokumentu elektronicznego na stronach internetowych Rządowego Centrum Legislacji
- za pomocą środków komunikacji elektronicznej lub informatycznych nośników danych w rozumieniu przepisów ustawy z dnia 17 lutego 2005 r. o informatyzacji działalności podmiotów realizujących zadania publiczne, stosownie do wniosku zainteresowanego podmiotu, na zasadach i w trybie określonych w ustawie z dnia 6 września 2001 r. o dostępie do informacji publicznej.

Wyżej wymienione dzienniki urzędowe są udostępniane w opisany powyżej sposób nie tylko przez ich wydawcę (Rządowe Centrum Legislacji, ale również przez wszystkie urzędy terenowych organów administracji rządowej i organów samorządu terytorialnego).
Inne dzienniki urzędowe oraz zbiory aktów prawa miejscowego stanowionych przez powiat lub gminę lub zawarte w nich akty normatywne i inne akty prawne udostępnia się:
- nieodpłatnie do wglądu i do pobrania w formie dokumentu elektronicznego na stronach internetowych organów wydających te dzienniki i zbiory
- za pomocą środków komunikacji elektronicznej lub informatycznych nośników danych w rozumieniu przepisów ustawy z dnia 17 lutego 2005 r. o informatyzacji działalności podmiotów realizujących zadania publiczne, stosownie do wniosku zainteresowanego podmiotu, na zasadach i w trybie określonych w ustawie z dnia 6 września 2001 r. o dostępie do informacji publicznej.

Przed wejściem w życie ustawy z dnia 4 marca 2011 r. o zmianie ustawy o ogłaszaniu aktów normatywnych i niektórych innych aktów prawnych oraz niektórych innych ustaw (Dz.U. z 2011 r. nr 117, poz. 676) dzienniki urzędowe były wydawane i udostępniane w formie papierowej.

## Organizacje międzynarodowe
- Organizacja Narodów Zjednoczonych – United Nations Treaty Series
- Rada Europy – Council of Europe Treaty Series
- Unia Europejska – Dziennik Urzędowy Unii Europejskiej

## Inne podmioty
- Stolica Apostolska – Acta Apostolicae Sedis